# 盖姆内庞福
盖姆内庞福（法語：Guémené-Penfao，法語發音：[ɡemne pɛ̃fo] ⓘ）是法国大西洋卢瓦尔省的一个市镇，位于该省北部略偏西，属于沙托布里扬-昂斯尼区。

## 地理
盖姆内庞福（47°37'48"N, 1°49'57"W）面积105.51 平方千米，位于法国卢瓦尔河地区大区大西洋卢瓦尔省，该省份为法国西北部沿海省份，位于布列塔尼半岛东南部，北起伊勒-维莱讷省，西北接莫尔比昂省，西临大西洋，南至旺代省，东临曼恩-卢瓦尔省。
与盖姆内庞福接壤的市镇（或旧市镇、城区）包括：朗贡、阿韦萨克、孔克勒伊、勒加夫尔、栋河畔马尔萨克、马塞拉克、皮耶里克、普莱塞。
盖姆内庞福的时区为UTC+01:00、UTC+02:00（夏令时）。

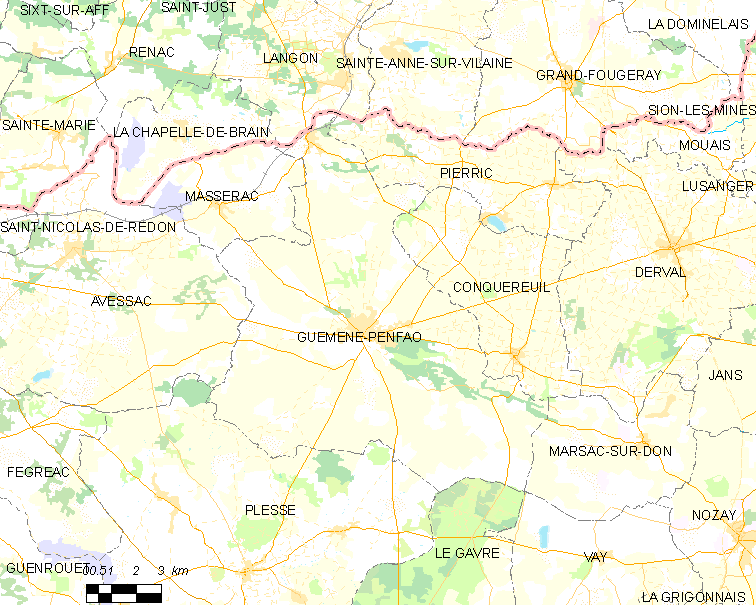
盖姆内庞福的OSM定位图

## 行政
盖姆内庞福的邮政编码为44290，INSEE市镇编码为44067。

## 政治
盖姆内庞福所属的省级选区为盖姆内庞福县。

## 交通
大西洋卢瓦尔省省道D3线、D15线、D124线、D125线、D130线和D775线在境内交汇。

## 人口

1962-2008年间盖姆内庞福人口变化图示

盖姆内庞福于2022年1月1日时的人口数量为5242人。